# Saint-Fraimbault-de-Prières
Saint-Fraimbault-de-Prières is een gemeente in het Franse departement Mayenne (regio Pays de la Loire). De plaats maakt deel uit van het arrondissement Mayenne. Saint-Fraimbault-de-Prières telde op 1 januari 2022 946 inwoners.

## Geografie
De oppervlakte van Saint-Fraimbault-de-Prières bedroeg op 1 januari 2022 16,85 vierkante kilometer; de bevolkingsdichtheid was toen 56,1 inwoners per km².

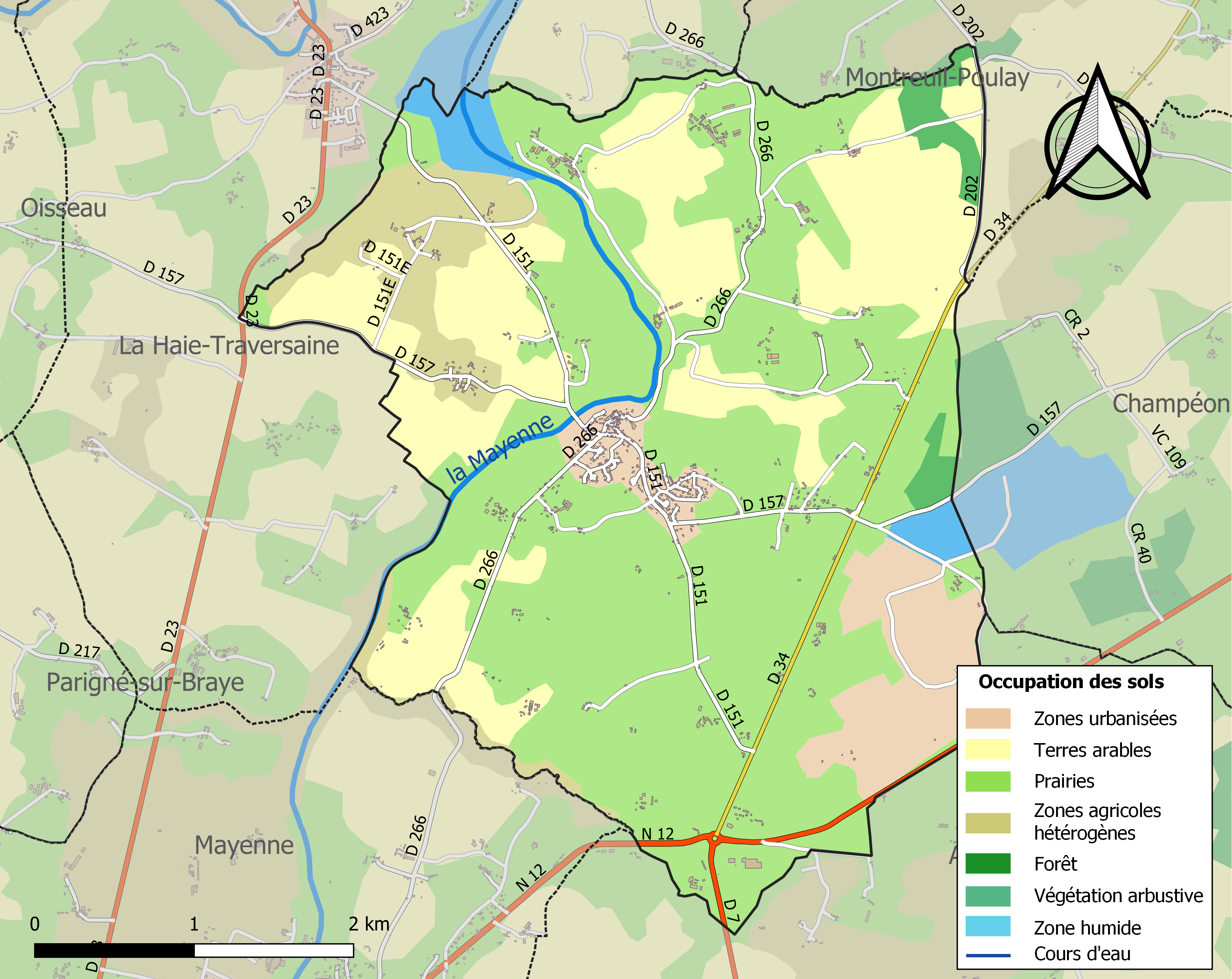
Kaart van de gemeente met de belangrijkste infrastructuur, bodemgebruik en omliggende gemeenten

## Demografie
Onderstaande figuur toont het verloop van het inwonertal (bron: INSEE-tellingen).